# Amenemhet Surer
Amenemhet Surer war ein hoher altägyptischer Beamter des Neuen Reiches. Er diente unter König Amenophis III. (1403–1351 v. Chr.) als Oberdomänenvorsteher und ist vor allem durch sein großes Grab TT48 in Theben-West bekannt.
Amenemhets Familie stand in enger Beziehung zum Königshaus. Sein Vater Itj-taui amtierte als Rindervorsteher des Amun, seine Mutter Mut-tuj war vor ihrer Verheiratung königliche Haremsdame. Als Bruder ist ein Setjau bekannt, der die Stellung eines Zweiten Propheten der Neith ausübte.
Amenemhet Surer trug die Titel eines Wedelträgers zur Rechten des Königs, eines Vorstehers der königlichen Handwerker und besaß mehrere Ämter im großen Amun-Tempel in Karnak. Aus diesem stammt auch der größte Teil der neun von ihm erhaltenen Statuen. Eine Gefäßaufschrift aus Malqata belegt, dass er noch im 30. Jahr unter Amenophis III. amtierte. Da sein unfertiges Grab Namenstilgungen und Zerstörungen aufweist, scheint er gegen Ende seiner Amtszeit in Ungnade gefallen zu sein.